# حسین طبیب
حسین طبیب دندانپزشک و سیاستمدار پان ایرانیست ایرانی است که از سال ۱۹۷۵ تا ۱۹۷۹ به عنوان نماینده پارلمان خدمت می‌کرد. وی قبل از آن شهردار بوشهر بود.
طبیب، فارغ‌التحصیل دانشگاه تهران، از سال ۱۹۶۰ تا ۱۹۷۵ یک کلینیک خصوصی دندان پزشکی در زادگاه خود بوشهر داشت. وی همچنین میان سال‌های ۱۹۵۷ و ۱۹۶۲ ریاست جمعیت شیر و خورشید سرخ ایران این شهر را بر عهده داشت.
وی در خرداد ۱۳۵۷ از حزب رستاخیز استعفا داد.